# The Automobile Thieves
The Automobile Thieves er en amerikansk stumfilm fra 1906 af J. Stuart Blackton.

## Medvirkende
- J. Stuart Blackton
- Florence Lawrence